# Frits Rorink
Frits J. L. Rorink (Oldenzaal, 10 december 1958) is een Nederlands buschaufeur en voorheen politicus voor het CDA en voor deze partij wethouder in de gemeente Deventer.
Op 1 januari 2010 raakte Rorink als Oldenzaalse wethouder ernstig verwond aan zijn been bij de Twentse Nieuwjaarsduik in de recreatieplas Het Hulsbeek. Het kanon waarmee het startsignaal gegeven zou worden, weigerde dienst bij de start en ging later alsnog af. Hij hield hier blijvend letsel aan over. Later werd hij tijdens een fietstoer nogmaals verwond, ditmaal door een botsing met een paard.